# Oliver Sacks
Oliver Wolf Sacks, comendador de la Orden del Imperio Británico (Londres, Inglaterra, 9 de julio de 1933-Nueva York, Estados Unidos, 30 de agosto de 2015), citado como Oliver Sacks, fue un neurólogo y escritor británico de origen judío, aficionado a la química y divulgador de la ciencia, sobre todo de lo relativo a su especialidad.
Estudió en la facultad clínica de la Escuela de Medicina Albert Einstein de la Universidad Yeshiva antes de enseñar neurología en la Escuela de Medicina de la Universidad de Nueva York, y esta disciplina y psiquiatría en la Universidad de Columbia, donde también ocupó el cargo de Artista de Columbia. También fue profesor visitante en la Universidad de Warwick del Reino Unido.
Autor de numerosos best sellers,entre ellos varias colecciones de estudios de casos sobre personas con enfermedad neurológica. Su libro Awakenings (Despertares), de 1973, un relato autobiográfico sobre sus esfuerzos por ayudar a las víctimas de encefalitis letárgica para que recuperasen funciones neurológicas adecuadas, se adaptó al cine en 1990, con Robin Williams y Robert De Niro como protagonistas. La película recibió tres postulaciones a los Óscar de la Academia de Artes y Ciencias Cinematográficas de Estados Unidos. Sacks y su libro Musicofilia: relatos de la música y el cerebro fueron el tema de «Musical Minds», un episodio de la serie de televisión Nova, producida por Public Broadcasting Service (PBS).

## Biografía
Sacks fue el más joven de los cuatro hijos de un matrimonio judío del norte de Londres: Samuel Sacks, un médico que murió en junio de 1990, y Muriel Elsie Landau, una de las primeras mujeres cirujanas en Inglaterra. Poseía una familia extensa y numerosa. Entre sus primos hermanos se encuentran el estadista israelí Abba Eban, el escritor y director Jonathan Lynn y el economista Robert Aumann.
A los seis años de edad fue evacuado de Londres junto con su hermano Michael para escapar de los bombardeos alemanes conocidos como Blitz y permanecieron en un internado en Midlands hasta 1943.Alejados de su familia, los hermanos Sacks "subsistieron con magras raciones de nabos y remolachas y sufrieron castigos crueles a manos de un director sádico" en la escuela. Ya de vuelta en la capital inglesa, asistió a la St Paul's School. Durante su juventud, fue aficionado a la químicay compartió el entusiasmo de sus padres por la medicina, lo que, en 1951, le llevó a ingresar en el Queen's College de Oxford,donde obtuvo la licenciatura en fisiología y biología en 1954. Más tarde, en 1958, cursó allí la maestría y la especialidad en cirujano, que lo calificó para ejercer la medicina. Trabajó luego en un hospital de St Albans y después hizo su práctica en el de Middlesex, en el barrio londinense de Fitzrovia, que terminó en junio de 1960.
Al mes siguiente, el día en que cumplía 27 años, partió a Montreal (Canadá), donde, luego de haber sido rechazado para ser piloto en la Fuerza Aérea, dedicó los tres meses siguientes a recorrer el país. Esa experiencia la plasmó en su diario que más tarde fue publicado bajo el título de Canadá. Una pausa.
De Canadá se trasladó a Estados Unidos, donde primero completó una residencia en el Hospital Mt. Zion de San Francisco y fue becario en la Universidad de California en Los Ángeles (UCLA).

## Carrera
Revalidados sus títulos, Sacks se mudó a Nueva York, donde vivió y practicó la neurología a partir de 1965. Un año después, comenzó a dar consulta en las instalaciones del Hospital Beth Abraham para atención de enfermedades crónicas (hoy Centro Médico Montefiore, el hospital universitario de la Escuela de Medicina Albert Einstein), en el Bronx. Allí trabajó con un grupo de sobrevivientes aquejados en los años 1920 por un trastorno del sueño llamado encefalitis letárgica, a causa de la cual habían sido incapaces de moverse por su propia cuenta durante décadas. El tratamiento de estos pacientes fue la base del libro Despertares.
Sacks prestó sus servicios como instructor y, más tarde, profesor clínico de neurología en la Escuela de Medicina Albert Einstein (1966-2007) y, paralelamente, en la de la Universidad de Nueva York (1992 y 2007).
En julio de 2007 se unió a la facultad del Centro Médico de la Universidad de Columbia como profesor de neurología y psiquiatría y fue nombrado primer Artista de esa casa de estudios en el campus Morningside Heights en reconocimiento a su contribución para tender puentes entre las artes y las ciencias.
Desde 1966, Sacks trabajó como consultor neurológico en varios asilos de ancianos neoyorquinos atendidos por la congregación de las Hermanitas de los Pobres y fue neurólogo consultor en el Centro Psiquiátrico de Bronx (1966-1991). Regresó a la Escuela de Medicina de la Universidad de Nueva York en 2012 como profesor de neurología y neurólogo consultor en el Centro de Epilepsia de la institución. El trabajo de Sacks en Beth Abraham ayudó a sentar las bases sobre las que el Instituto para la Música y la Función Neurológica (IMNF, por sus siglas en inglés) se constituyó. Sacks era consejero médico honorario y el IMNF lo honró en 2000 con su primer premio Music Has Power; volvió a otorgarle esa distinción en 2006 para conmemorar «sus 40 años en Beth Abraham y honrar sus destacadas contribuciones en apoyo de la terapia musical y el efecto de la música sobre el cerebro humano y la mente».
Sacks continuó siendo neurólogo consultor de las Hermanitas de los Pobres y practicante en la ciudad de Nueva York. Era miembro de las juntas directivas del Instituto de Neurociencias y el Jardín Botánico de Nueva York.

### Escritos

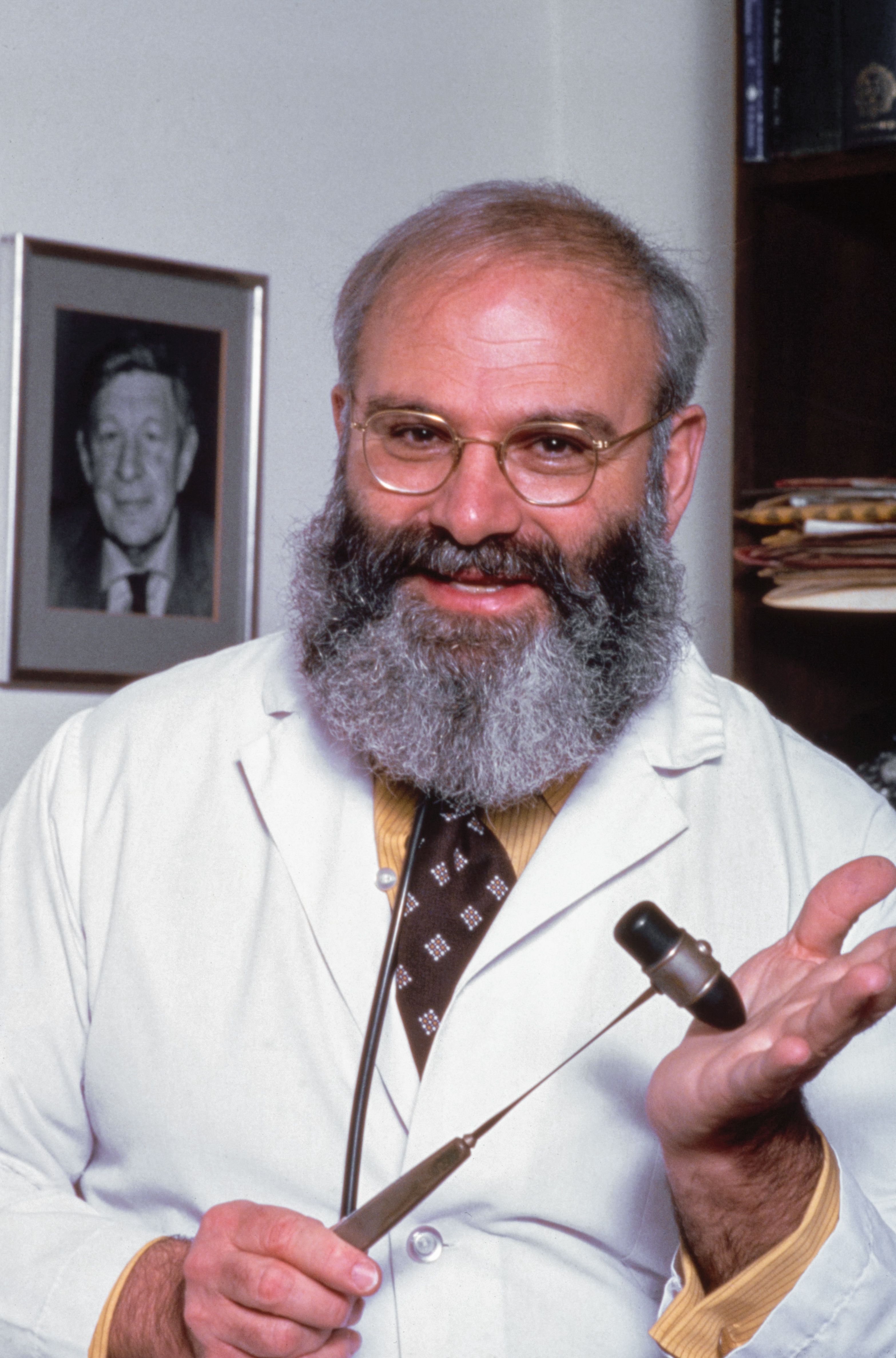
Sacks en 1985.

A partir de 1970, Sacks escribió sobre su experiencia con pacientes neurológicos tanto en periódicos y revistas —era colaborador habitual de The New Yorker y The New York Review of Books, así como de otras publicaciones generales, científicas y médicas— como en libros, muchos de los cuales han sido traducidos a numerosos idiomas. En 2001 recibió el premio Lewis Thomas para Escritos sobre Ciencia.
El trabajo de Sacks ha sido difundido por «más medios de comunicación que el de cualquier otro autor médico contemporáneo» y en 1990, The New York Times dijo que se había convertido "en una especie de poeta laureado de la medicina contemporánea". Sus descripciones de las personas que hacen frente y se adaptan a padecimientos o lesiones neurológicas, iluminan a menudo las formas en que el cerebro normal opera con la percepción, la memoria y la individualidad.
El propio Sacks consideró que su estilo literario surge de la tradición de «anécdotas clínicas» del siglo XIX, que incluye detalladas historias de casos. También destacan entre sus fuentes de inspiración las historias clínicas del neuropsicólogo ruso Aleksandr Lúriya.
Sacks describió sus casos con gran riqueza de detalles, concentrándose en las experiencias del paciente (en el caso de «Con una sola pierna», el paciente era él mismo). Los pacientes que describió a menudo son capaces de adaptarse a su situación en diferentes modos a pesar de que sus padecimientos neurológicos suelen considerarse incurables. Su libro más famoso, Despertares, en el que se basa la película de 1990 del mismo nombre, describe su experiencias con el uso de la nueva droga L-Dopa en pacientes postencefalíticos del hospital Bet Abraham. Despertares fue también el tema del primer documental realizado en 1974 para la serie de televisión británica Discovery.
En sus otros libros, describe los casos del síndrome de Tourette y diversos efectos de la enfermedad de Parkinson. El artículo que da nombre al libro El hombre que confundió a su mujer con un sombrero es sobre un hombre con agnosia visual y fue el tema de una ópera de 1986 compuesta por Michael Nyman. El título del artículo que da nombre a Un antropólogo en Marte, merecedor de un Premio Polk, trata de Temple Grandin, una profesora autista. Veo una voz, de 1989, cubre una variedad de temas sobre estudios acerca de la sordera.
En su libro La isla de los ciegos al color, Sacks escribe sobre una isla donde muchas personas tienen acromatopsia (ceguera total al color, muy baja agudeza visual y alta fotofobia), y describe a los chamorro de Guam, que tienen una alta incidencia de una enfermedad neurodegenerativa conocida como Lytico-Bodig, una combinación devastadora de esclerosis lateral amiotrófica (ALS, por sus siglas en inglés), demencia y parkinsonismo. Junto con Paul Alan Cox, Sacks publicó artículos que sugieren una posible causa ambiental para el grupo, a saber, la toxina beta-metilamino-L-alanina (BMAA, por sus siglas en inglés) de la semilla de las cícadas acumuladas por biomagnificación en el murciélago zorro volador (pteropus).
En noviembre de 2012, Oliver Sacks publicó su último libro, Alucinaciones. En este trabajo Sacks exploraba por qué la gente común puede experimentar a veces alucinaciones y elimina el estigma detrás de la palabra. Explicaba: «Las alucinaciones no pertenecen en su totalidad a la locura. Mucho más comúnmente, están vinculadas con la privación sensorial, la intoxicación, la enfermedad o el prejuicio». Sacks escribe sobre el conocido fenómeno llamado síndrome de Charles Bonnet, que ha sido detectado en personas de edad avanzada que han perdido la vista. El libro fue descrito por la revista Entertainment Weekly como "elegante ... Una inmersión absorbente al misterio de la mente".

#### Críticas
Sacks fue criticado a veces por las comunidades de estudios médicos y de discapacidad. Durante los años 1970 y 1980, su libro y artículos sobre los pacientes de Despertares fueron atacados o ignorados por gran parte del establishment médico, con el argumento de que su trabajo no se basaba en el modelo de estudio cuantitativo y doble ciego. Su relato sobre las habilidades de los sabios autistas ha sido cuestionada por el investigador Makoto Yamaguchi, quien sostiene que las explicaciones matemáticas de Sacks son irrelevantes. Arthur K. Shapiro —considerado como «el padre de la investigación moderna de trastornos de tics»— opinaba que Sacks era «mucho mejor escritor que clínico». A Cursing Brain?: The Histories of Tourette Syndrome, de Howard Kushner, señala Shapiro «contrasta su propio y cuidadoso trabajo clínico con el enfoque idiosincrásico de Sacks y su aproximación anecdótica a la investigación clínica».
Más frecuente ha sido la crítica sobre sus posiciones políticas y éticas. Aunque muchos caracterizan a Sacks como un escritor y doctor «compasivo», otros consideran que explota a sus pacientes. El académico británico y activista por los derechos de los discapacitados Tom Shakespeare lo definió como «el hombre que confundió a sus pacientes con una carrera literaria» y otro crítico calificó su trabajó de «freak show para intelectuales». Estas críticas encontraron resonancia en una caricaturización de Sacks interpretada por Bill Murray en la película The Royal Tenenbaums.

## Reconocimientos
Sacks fue miembro de las academias Estadounidense de las Artes y las Letras (desde 1966), Ciencias de Nueva York (1999) y Estadounidense de las Artes y las Ciencias (Clase IV-Humanidades y Artes, Sección 4-Literatura; 2002), así como miembro honorario del Queen's College de Oxford (1999); además, fue galardonado con el Premio Thomas Lewis 2001 por la Universidad Rockefeller.
Sacks recibió doctorados Honoris causa por las universidades de Georgetown (1990), Tufts (1991), de Queen (2001), Gallaudet (2005), de Oxford (2005), —la que le concedió también el mismo grado en Derecho Civil en junio de 2005— y la Católica del Perú (2006); los colegios de Staten Island (1991), Médico de Nueva York (1991), Médico de Pensilvania (1992) y Bard (1992), así como también del Laboratorio Cold Spring Harbor (2008).
Se convirtió en Artista de la Universidad de Columbia en 2007, cargo que fue creado especialmente para él y que le permitía acceder sin restricciones a esa casa de estudios, independientemente del departamento o disciplina.
Fue nombrado comendador de la Orden del Imperio Británico durante los festejos por el cumpleaños de la reina Isabel II en 2008.
Un asteroide (3,2 km de diámetro) del cinturón principal, descubierto en 2003, fue llamado (84928) Oliversacks en su honor.
En febrero de 2010, Sacks fue designado miembro distinguido del Consejo Honorario de Freedom From Religion Foundation.

## Vida personal

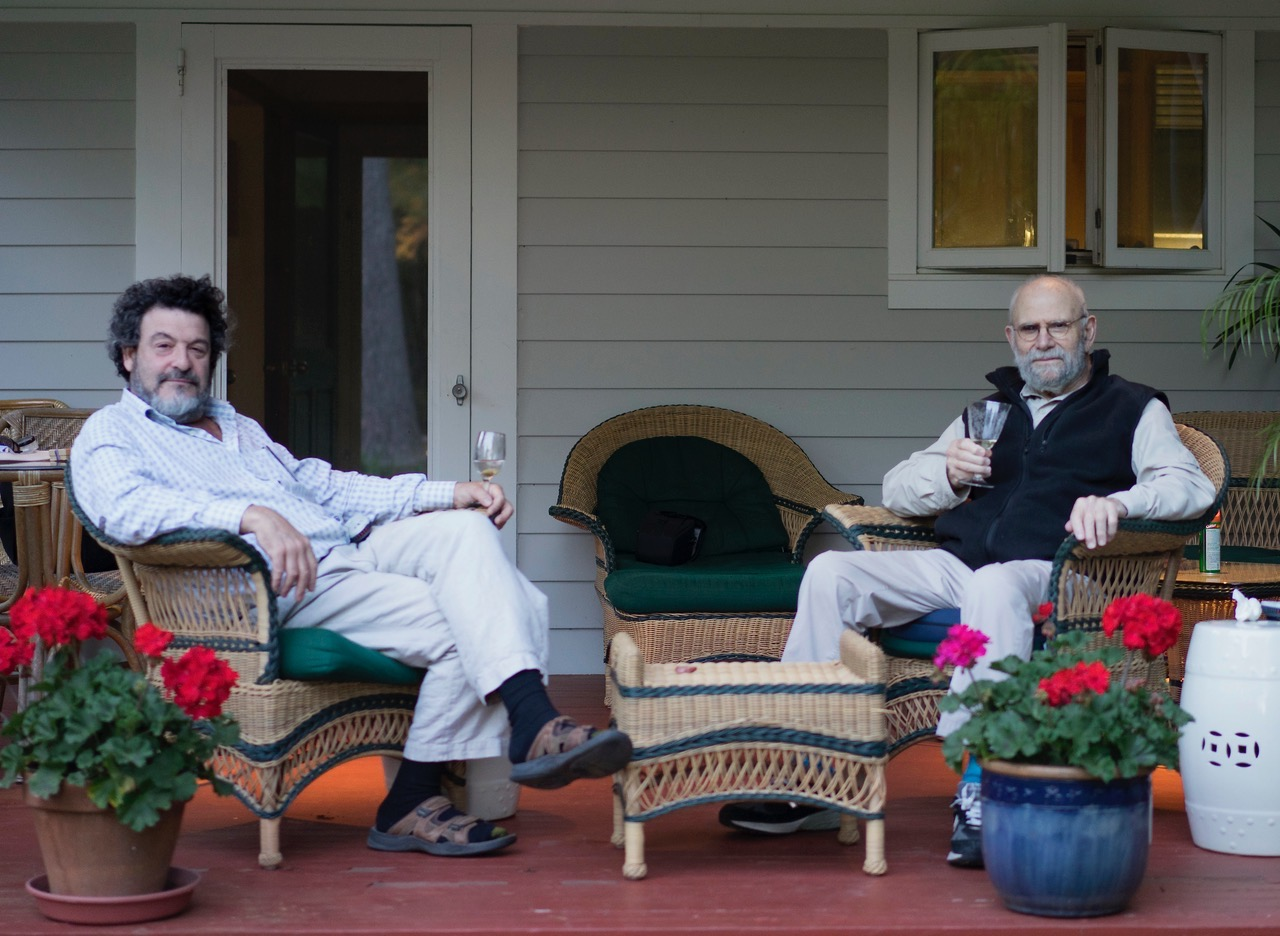
Tobias Picker y Oliver Sacks en 2015.

A lo largo de su vida, Sacks sufrió de prosopagnosia o incapacidad de reconocer los rostros (habló de su lucha contra este mal en una entrevista con Lesley Stahl en el episodio del 18 de marzo de 2012 del programa televisivo 60 Minutos) y en 2009 perdió la visión estereoscópica debido a un tumor maligno en el ojo derecho, por el que, desde entonces, ya no pudo ver nada. Esta pérdida la relató en su libro Los ojos de la mente, publicado en octubre de 2010.
Sacks era homosexual; nunca se casó ni vivió en pareja. En una entrevista de diciembre de 2001, dijo que no había tenido una relación en muchos años y describía su timidez como «una enfermedad». Sacks nadó casi todos los días durante décadas, sobre todo cuando vivía en el sector City Island del Bronx. Habló de su trabajo y de sus problemas de salud personales el 28 de junio de 2011 en el documental Imagine de la BBC. Su celibato terminó a la edad de 77 años al empezar una relación con el escritor y fotógrafo Bill Hayes, quien lo acompañaría hasta el día de su muerte. A propósito de ello, escribió: «A veces creí haber vivido a cierta distancia de la vida misma. Esto cambió cuando Bill y yo nos enamoramos».
Sacks también escribió sobre un accidente casi fatal que tuvo a los 41 años, un año después de la publicación de Despertares, cuando se cayó y se rompió la pierna «mientras practicaba alpinismo en solitario».
Sacks se describió a sí mismo como «un viejo judío ateo».
Durante sus años en la UCLA, vivió en Topanga Canyon y experimentó mucho con diversas drogas. Estas experiencias las describió en un artículo publicado en 2012 por The New Yorker y en su libro de 2012 Alucinaciones. Sacks dice que vivió un experiencia transformadora después de tomar una gran dosis de anfetamina y leer un texto del médico Edward Liveing sobre la migraña, la que lo inspiró para relatar y publicar sus observaciones sobre las enfermedades neurológicas y otras rarezas.
En febrero de 2015, Sacks anunció en The New York Times que le diagnosticaron un cáncer terminal con metástasis múltiple en el hígado y en el cerebro a causa del melanoma ocular por el que había perdido anteriormente la visión en un ojo. Con un pronóstico de vida de solo unos meses, Sacks expresó su intención de «vivir en la forma más rica, más profunda y más productiva posible». «Quiero y espero, en el tiempo que resta, profundizar mis amistades, despedirme de la gente que amo, escribir más, viajar si tengo la fuerza para ello, con el propósito de alcanzar nuevos niveles de entendimiento y percepción», escribió.
Sacks falleció debido a esa metástasis en su casa en Nueva York el 30 de agosto del 2015 a los 82 años.

## Publicaciones
- Migraine (1970); [Trad. Migraña. Ed. Anagrama, 1997].
- Awakenings (1973); [Trad. Despertares. Ed. Anagrama, 2005].
- A Leg to Stand On (1984); [Trad. Con una sola pierna. Ed. Anagrama, 1998]. La experiencia de Sacks tras un accidente y perder la sensibilidad en una de sus piernas.
- The Man Who Mistook His Wife for a Hat (1985); [Trad. El hombre que confundió a su mujer con un sombrero. Ed. Anagrama, 2006].
- Seeing Voices: A Journey Into the World of the Deaf (1989); [Trad. Veo una voz: viaje al mundo de los sordos. Ed. Anagrama, 2003].
- An Anthropologist on Mars. Seven Paradoxical Tales (1995); [Trad. Un antropólogo en Marte: siete relats paradójicos. Ed. Anagrama, 1997].
- The Island of the Colour-blind and Cycad Island (1996); [Trad. La isla de los ciegos al color. Ed. Anagrama, 1999]. Una enfermedad que consiste en ceguera total al color congénita en una comunidad isleña.
- Uncle Tungsten: Memories of a Chemical Boyhood (2001); [Trad. El tío Tungsteno: recuerdos de un químico precoz. Ed. Anagrama, 2003].
- Oaxaca Journal (2002); [Trad. Diario de Oaxaca. Ed. Anagrama, 2002].
- Musicophilia: Tales of Music and the Brain, 2007; [Trad. Musicofilia: relatos de música y el cerebro. Ed. Anagrama, 2009].
- The Mind's Eye (2010); [Trad. Los ojos de la mente. Ed. Anagrama, 2011]
- Hallucinations (2012), Knopf/Picador; [Trad. Alucinaciones. Ed Anagrama, 2013]
- On the Move. A Life (2015); [Trad. En movimiento. Una vida. Ed. Anagrama, 2015] (Autobiografía).
- Gratitude (2015); [Trad. Gratitud. Ed. Anagrama, 2016]. Cuatro ensayos de su visión panorámica de la vida, antes de morir.
- The River of Consciousness (2017) (póstumo); [Trad. El río de la conciencia. Ed. Anagrama, 2019].
- Everything in Its Place: First Loves and Last Tales (2019) (póstumo); [Trad. Todo en su sitio. Primeros amores y últimos escritos. Ed. Anagrama, 2020].
- Letters (2024) (póstumo); [Trad. Cartas. Ed. Anagrama, 2025].

### Como colaborador
- A Man Without Words de Susan Schaller (1991) (prólogo)
- Another Day in the Monkey's Brain de Ralph Siegel (2012) (introducción)
- Sacks aparece en uno de los vídeos musicales que componen la obra Symphony of Science de John Boswell: «Ode to the Brain».[71]

## Sobre Oliver Sacks
- Oliver Sacks: His Own Life, documental del 2019 dirigido por Ric Burns.